# Giulio Cesare Zollio
Giulio Cesare Zollio, anche Zolio o Zoglio (Rimini, 24 agosto 1733 – Monaco di Baviera, 13 aprile 1795) è stato un arcivescovo cattolico e diplomatico italiano, nunzio apostolico in Baviera.

## Biografia
Si laureò in utroque iure alla Sapienza di Roma l'8 agosto 1776. Fu nominato nunzio apostolico in Baviera, come mediatore per lo Stato Pontificio, contestualmente alla nomina e consacrazione ad arcivescovo di Atene. Morì nel 1795, probabilmente a Monaco.

## Genealogia episcopale e successione apostolica
La genealogia episcopale è:
- Cardinale Scipione Rebiba
- Cardinale Giulio Antonio Santori
- Cardinale Girolamo Bernerio, O.P.
- Arcivescovo Galeazzo Sanvitale
- Cardinale Ludovico Ludovisi
- Cardinale Luigi Caetani
- Cardinale Ulderico Carpegna
- Cardinale Paluzzo Paluzzi Altieri degli Albertoni
- Papa Benedetto XIII
- Papa Benedetto XIV
- Papa Clemente XIII
- Cardinale Giovanni Carlo Boschi
- Arcivescovo Giulio Cesare Zollio

La successione apostolica è:
- Cardinale Johann Casimir von Häffelin (1787)
- Vescovo Kajetan Maria Reisach, C.R. (1791)